# الماسح الشامل للمريخ
الماسح الشامل للمريخ (بالإنجليزية: Mars Global Surveyor، واختصارًا: MGS)، وهي مركبة فضاء روبوتية أمريكية طُورت بواسطة مختبر الدفع النفاث التابع لوكالة ناسا، وأُطلقت في نوفمبر عام 1996. وكانت مهمة الماسح الشامل للمريخ بغرض إجراء تخطيط شامل لفحص جميع أنحاء الكوكب، بدءًا من الغلاف الأيوني للكوكب وإلى الأسفل عبر طبقات غلافه الجوي وصولًا للسطح. راقب الماسح الشامل للمريخ، باعتباره جزءًا من برنامج استكشاف المريخ، المركبات المدارية الشقيقة التابعة لنفس البرنامج خلال تنفيذها لمناورات الكبح الهوائي، وساعد أيضًا مركبات مارس روفر ومهمات الهبوط على المريخ من خلال تحديد المواقع المناسبة للهبوط ونقل بيانات القياس عن بعد الخاصة بسطح الكوكب.
أكمل الماسح مهمته الأساسية في يناير عام 2001 وكان في المرحلة الثالثة من مهمته الممتدة عندما فشلت المركبة الفضائية في الاستجابة للرسائل والأوامر المُرسلة إليها في يوم 2 نوفمبر عام 2006. رُصدت إشارة ضعيفة بعد ثلاثة أيام تفيد بدخول المركبة في الوضع الآمن. وفشلت محاولات إعادة الاتصال بالمركبة لحل هذه المشكلة، وأنهت ناسا المهمة رسميًا في شهر يناير عام 2007.

## الأهداف
حقق الماسح الشامل للمريخ هذه الأهداف العلمية خلال مهمته الأساسية:
1. وصف ملامح السطح والعمليات الجيولوجية على كوكب المريخ.
2. تحديد التركيب، والتوزيع، والخواص الفيزيائية لمعادن السطح، والصخور، والجليد.
3. تحديد التضاريس بشكل شامل، بالإضافة إلى شكل الكوكب، ومجال الجاذبية.
4. تحديد طبيعة المجال المغناطيسي وتخطيط مجال البقايا القشرية للكوكب.
5. مراقبة طقس الكوكب بشكل شامل بالإضافة إلى البنية الحرارية لغلافه الجوي.
6. دراسة التفاعلات بين سطح المريخ والغلاف الجوي بمراقبة ملامح السطح، والأغطية الجليدية القطبية المتمددة والمنحسرة، وتوازن الطاقة القطبية، والغبار والسحب مع هجرتها خلال الدورة الموسمية.

حقق الماسح الشامل للمريخ أيضًا هذه الأهداف خلال مهمته الممتدة:
1. المراقبة المستمرة للطقس بهدف تكوين مجموعة متصلة من بيانات الرصد مع مركبة مارس ريكونيسانس أوربيتر التابعة لوكالة ناسا، والتي وصلت إلى المريخ في مارس عام 2006.
2. تصوير مواقع الهبوط المحتملة لمركبة فينيكس الفضائية لعام 2007، ومركبة كيوريوسيتي روفر المتجولة لعام 2011.
3. مراقبة وتحليل بعض المواقع الرئيسية ذات الأهمية العلمية، مثل مواقع ظهور الصخور الرسوبية.
4. المراقبة المستمرة لتغيرات السطح بسبب الرياح والجليد.

## المواصفات
صُنعت مركبة الماسح الفضائية، في مصنع لوكهيد مارتن للصناعات الفضائية بمدينة دنفر، على شكل صندوق مستطيل يمتد من جانبيه المتقابلين نتوءان يشبهان الأجنحة (الألواح الشمسية). بلغت كتلة المركبة الفضائية عند امتلائها بالكامل بالمواد الدافعة في وقت الإطلاق نحو 1060 كيلوغرامًا. وتتركز أغلب كتلة الماسح في الوحدة التي تتخذ شكل الصندوق الموجودة في الجزء المركزي من المركبة الفضائية. تتكون الوحدة المركزية من وحدتين مستطيلتين أصغر في الحجم، ومثبتتين فوق بعضهما البعض، وتسمى إحداهما وحدة المعدات وتحتوي على الإلكترونيات الخاصة بالمركبة، والأجهزة العلمية، وحاسوب المهمة من النوع 1750A. وتسمى الوحدة الأخرى بوحدة الدفع، إذ تضم المحركات الصاروخية للماسح بالإضافة إلى خزانات المادة الدافعة. بلغت تكلفة مهمة الماسح الشامل للمريخ نحو 154 مليون دولار أمريكي للتطوير والبناء، و65 مليون دولار للإطلاق. وبلغت تكلفة عمليات المهمة وتحليل البيانات نحو 20 مليون دولار سنويًا.

## معرض صور

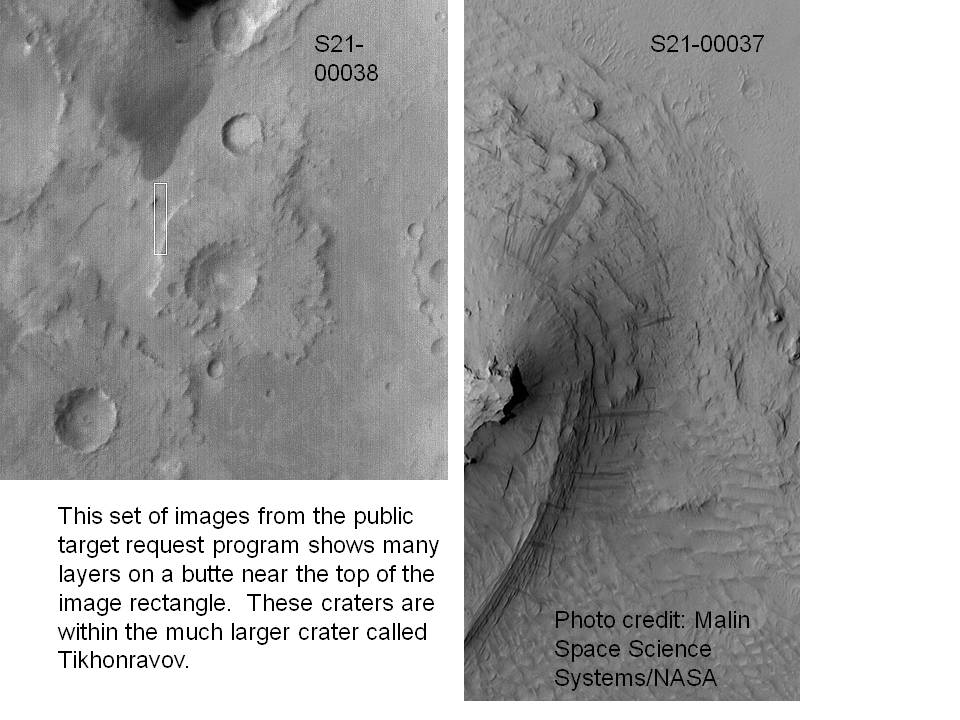
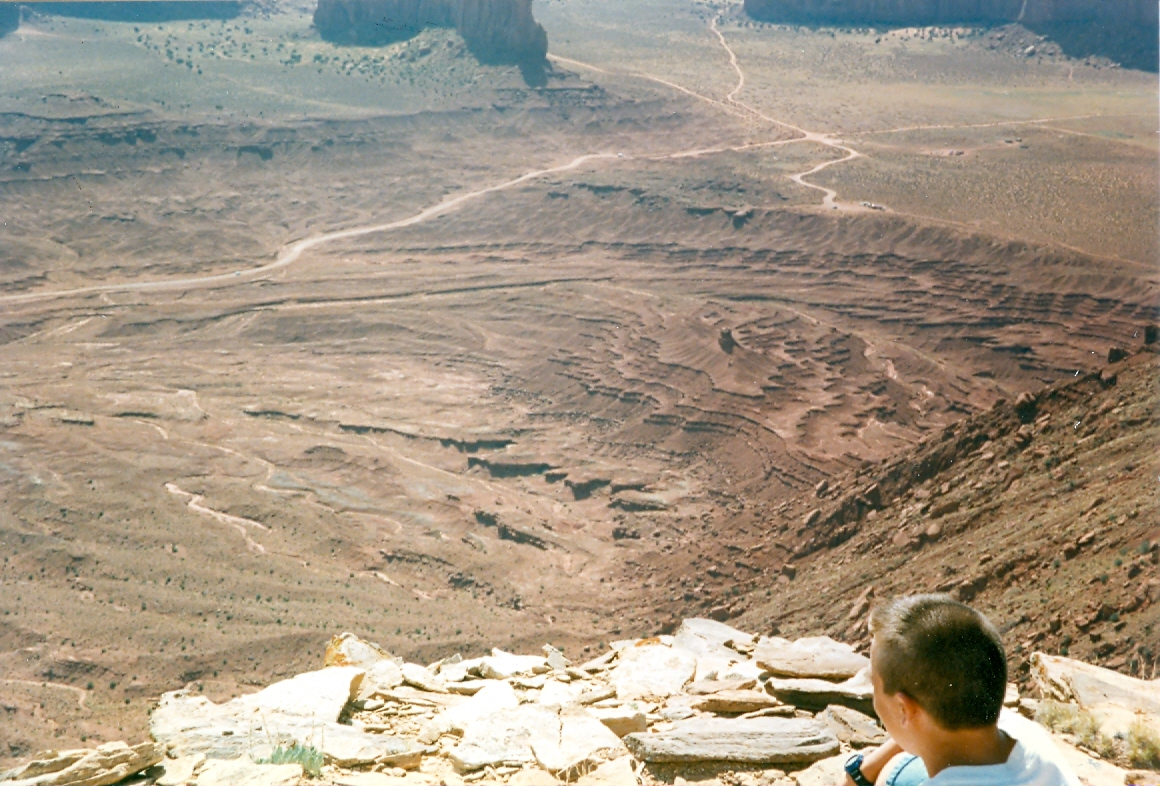
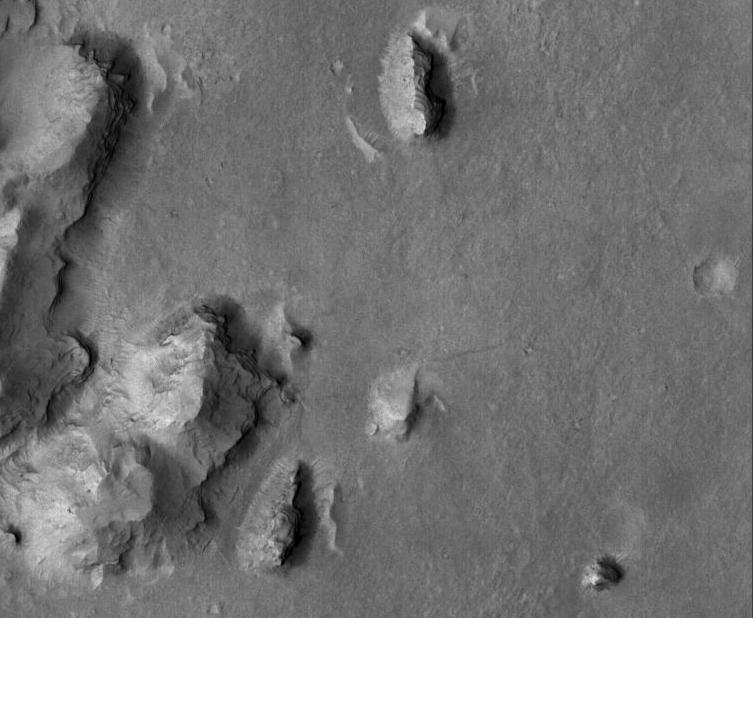
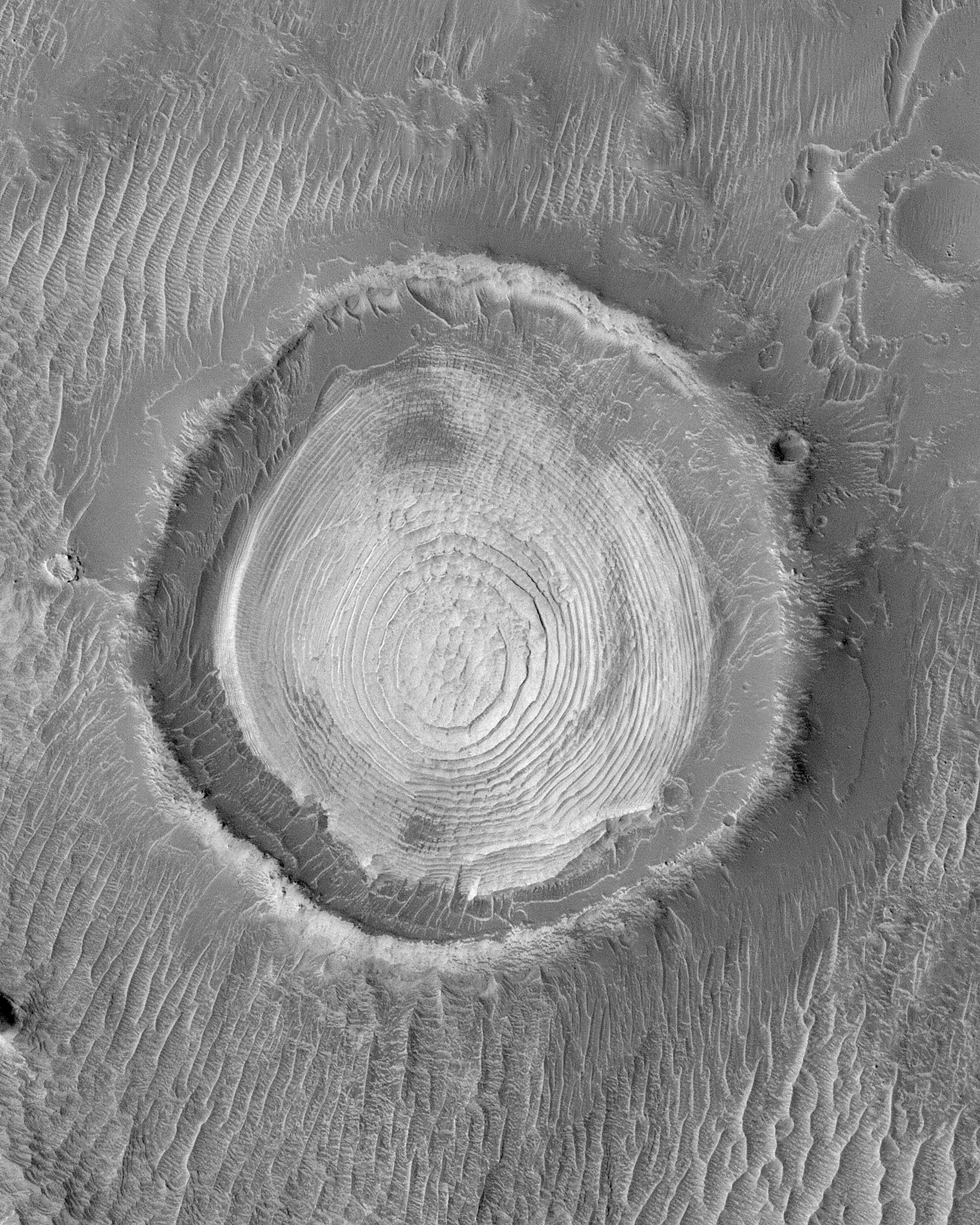